# Scène hip-hop de Houston

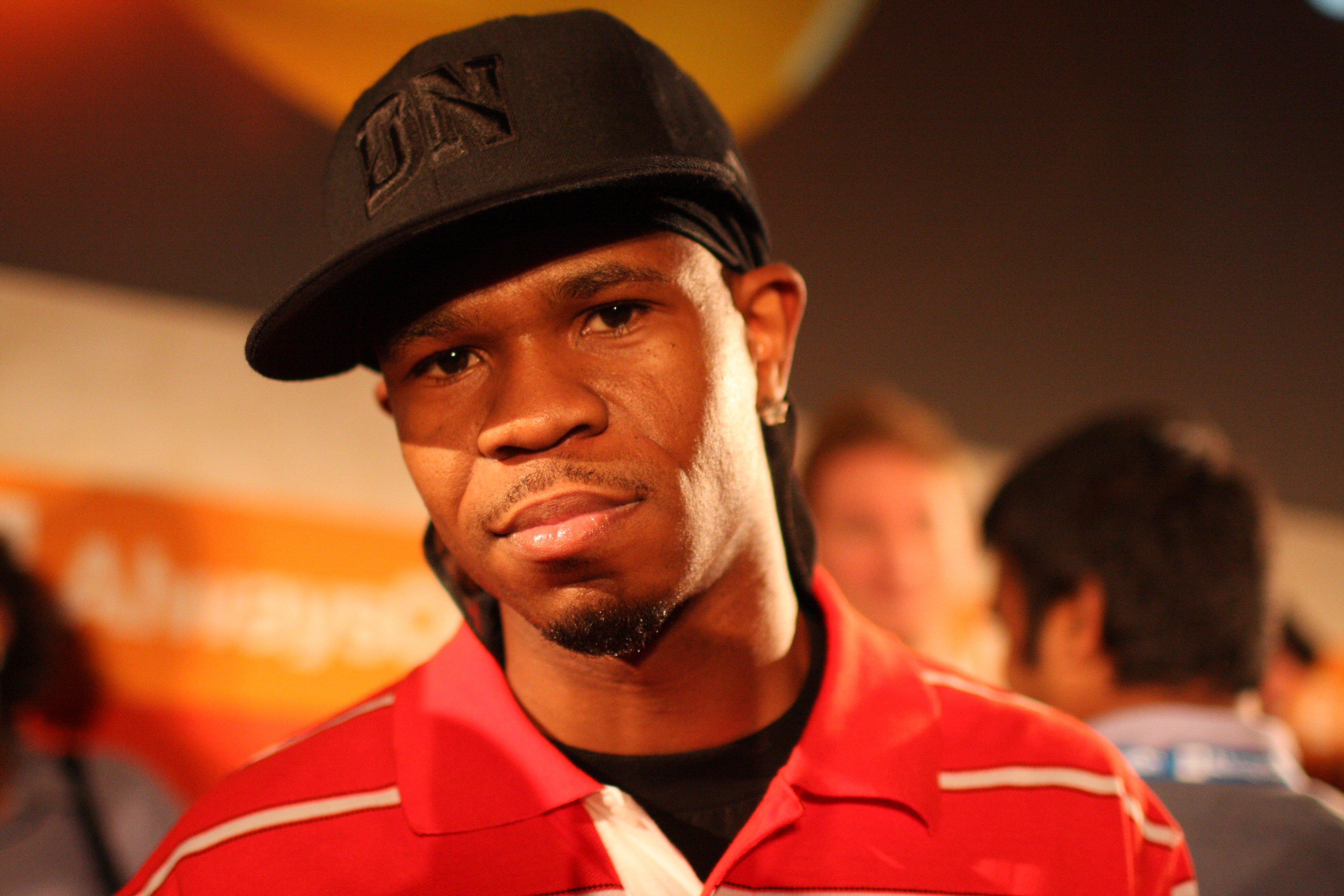
Le rappeur Chamillionaire en 2008.

La scène hip-hop de Houston, au Texas, est l'une des scènes les plus notables du hip-hop américain, ayant émergée dès les premières sorties discographiques hip-hop en 1979.
Introduite par des DJ tels que Steve Fournier et Lester "Sir" Pace, le label Rap-A-Lot Records et le groupe Geto Boys la propulsent vers un début de notoriété nationale dans la fin des années 1980. Dans les années 1990, la scène est connue pour son style de DJing distinctif, le chopped and screwed, inventé par DJ Screw et repris par des DJ tels que Michael "5000" Watts.
Durant les années 2000, cette scène connaît un grand bond en popularité grâce à l'émergence d'une nouvelle génération d'artistes, dont Chamillionaire, Paul Wall, Mike Jones ou Slim Thug. L'intérêt pour la scène de Houston diminue dans les années 2010, mais elle influence malgré tout des artistes tels que Drake et ASAP Rocky, ou le genre witch house, et compte plusieurs figures de proue de la musique hip-hop dans les années 2020, telles Travis Scott, Lizzo ou Megan Thee Stallion.

## Contexte
Le hip-hop débute au début des années 1970 dans le Bronx, à New York, au sein des communautés jeunes et marginalisées, en réponse à de nombreuses situations sociales, notamment à la post-industrialisation. Dans les années 1980, le genre gagne en popularité et commence à s'exporter à travers le pays entier.

La scène hip-hop de Houston est intrinsèquement liée à l'histoire de la population afro-américaine de la ville et notamment à son expérience spatiale. La ville de Houston est la cinquième ville avec la plus grande population afro-américaine aux États-Unis, cette population étant principalement répartie à travers trois zones géographiques distinctes : le nord, le sud et le sud-ouest.

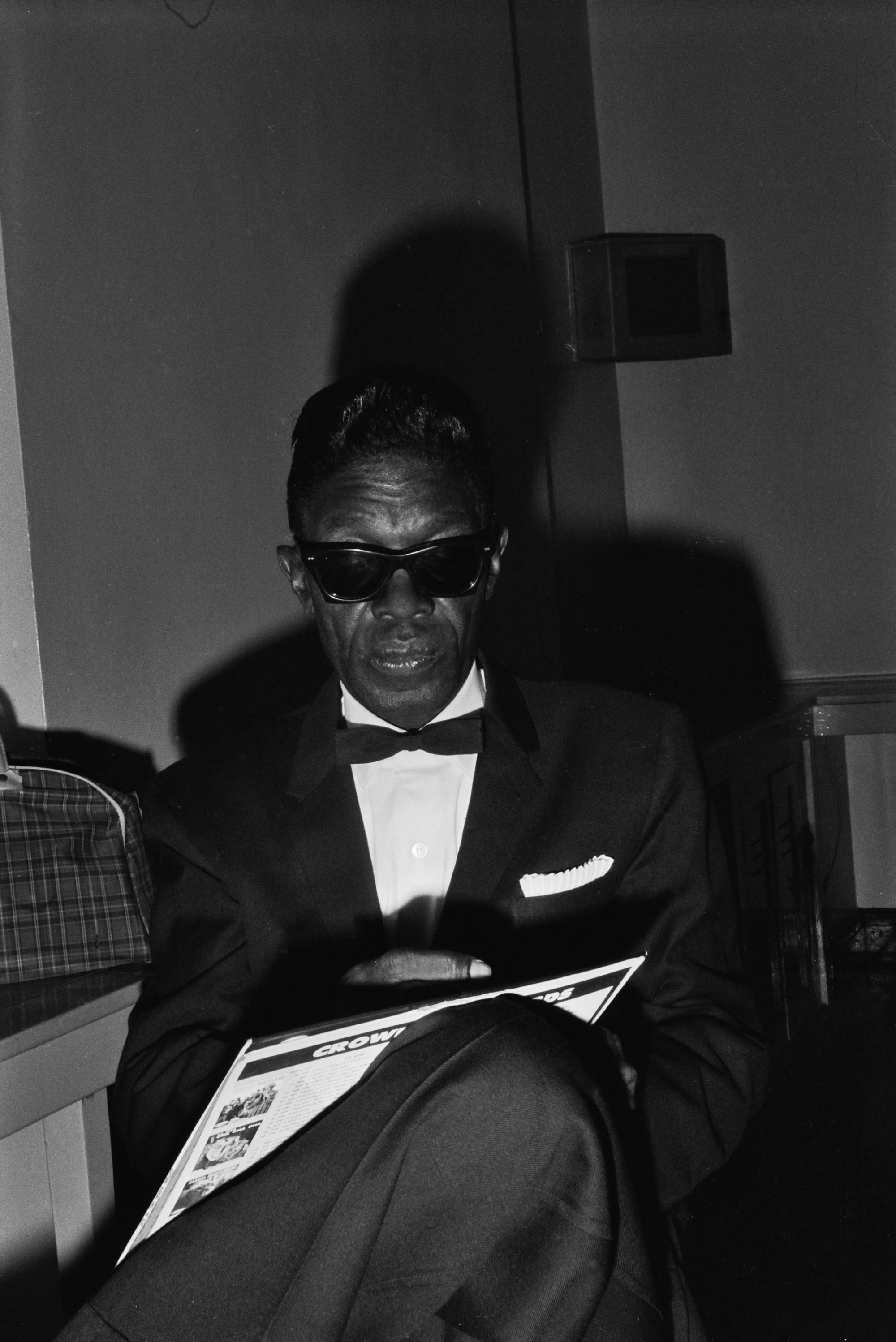
Lightnin' Hopkins, l'un des artistes notable du blues à Houston.

Peu connue pour sa culture musicale, Houston accueille pourtant de nombreuses musiques de tradition afro-américaine avant l'arrivée du hip-hop : le blues, le jazz, le zarico et le gospel. Elle a une présence notable dans l'industrie musicale des années 1950 à 1970. L'histoire de la musique afro-américaine à Houston débute au début du XXe siècle, lorsqu'une large vague de migration afro-américaine arrive en raison des opportunités d'emploi dans l'industrie pétrochimique, dans les métiers portuaires ainsi que d'autres opportunités liées à l'industrie locale. Une large partie de ces nouveaux arrivants sont des créoles noirs de Louisiane, qui vivent dans des parties ségréguées de la ville,.

## Histoire

### 1979 à 1985: une scène bourgeonnante
Le hip-hop est introduit au sein des discothèques hip-hop de Houston en 1979 par le DJ Steve Fournier, un blanc passionné de musique afro-américaine, successivement DJ résident des boîtes de nuit Struts Disco, Boneshaker's, puis Rhinestone Wrangler. La Rhinestone Wrangler, active de 1984 à 1992, accueille notamment des battles de rap au sein desquelles plusieurs futurs rappeurs emblématiques de la ville font leurs débuts. D'autres boîtes de nuit accueillent également des battles, la Fresh Connection et la Blue Ice,.
En 1982, Lester "Sir" Pace devient DJ de l'émission Kidz Jamm diffusée sur la station de radio KTSU de la Texas Southern University. Sous son impulsion, l'émission adopte une programmation hip-hop ; devenant ainsi la première émission de radio hip-hop à Houston, elle joue un rôle important dans la diffusion et la promotion du hip-hop local.
Grâce aux boîtes de nuit hip-hop et à Kidz Jamm, la demande des houstoniens pour la musique hip-hop s'aggrandit, et le disquaire Soundwaves, créé par Jeff Spargo, vient y répondre, notamment grâce au travail de DJ Styles qui supervise le rayon hip-hop de la boutique et réussit à créer des liens privilégiés entre la boutique et des labels tels que Tommy Boy, Def Jam et Wild Pitch. Le jeune DJ Premier travaille également au sein de Soundwaves avant d'entamer une carrière à New York.

### 1985 à 1991: premières sorties discographiques; le succès des Geto Boys et de Rap-A-Lot
En 1985, la scène se professionnalise avec la sortie des premiers singles locaux. Le groupe Real Chill ne connaît qu'une courte période d'activité et sort pour unique single Rockin' It mais compte parmi ses membres K-Rino, qui fonde l'année suivante la South Park Coalition, collectif emblématique de la ville qui compte jusqu'à 65 membres en 2006. En 1986, James Prince fonde le label Rap-A-Lot Records et finance la carrière des Ghetto Boys, qui sortent le single Car Freak. Le groupe est à l'époque formé de Sir Rap-A-Lot alias K9, Sire Jukebox et Raheem, puis voit un changement de formation avec le départ de Raheem qui commence une carrière solo et de Sir Rap-A-Lot, qui est emprisonné ; ainsi que l'ajout de nouvelles recrues : Bushwick Bill, DJ Ready Red et Prince Johnny C,,. Le groupe introduit le gangsta rap dans le Sud des États-Unis et joue un rôle majeur dans l'établissement du rap hardcore.

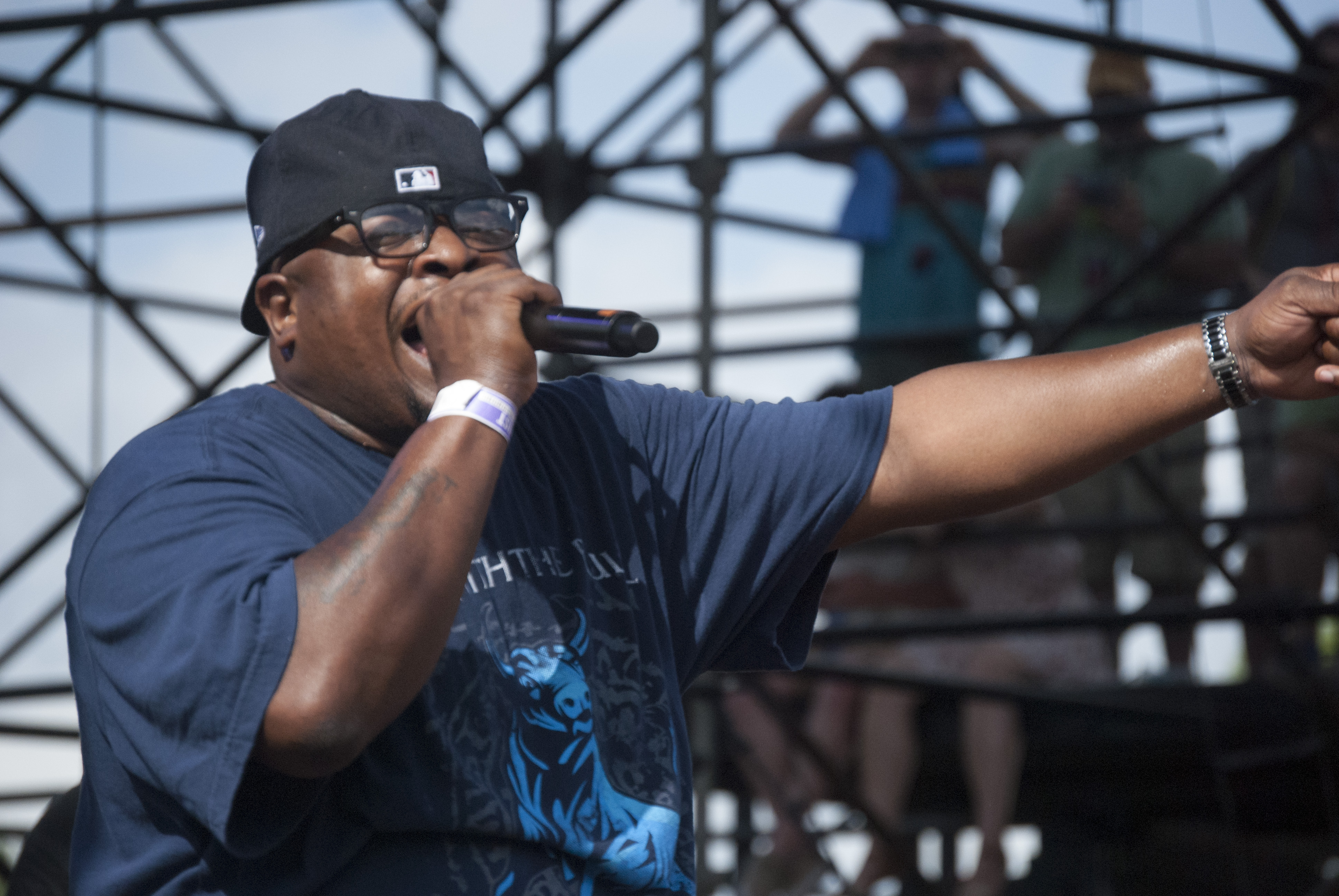
Scarface des Geto Boys en 2013.

En 1988, Rap-A-Lot Records publie quatre albums, qui figurent parmi les premiers albums du rap houstonien : The Vigilante de Raheem, Making Trouble des Ghetto Boys, Uh Oh! de Royal Flush et Nice and Hard de Def IV. Malgré un succès commercial limité, ces albums permettent à Houston d'établir sa présence au sein de la scène hip-hop. Après le succès décevant du premier album des Ghetto Boys, Willie D signe avec Rap-A-Lot pour un album solo et se met à écrire pour le groupe, puis finit rapidement par le rejoindre. Son style agressif déplaît à Prince Johnny C et à Sire Jukebox qui quittent le groupe. DJ Akshen, alias Scarface, rejoint également le groupe, qui parvient finalement à trouver une formation stable. Le groupe UGK se forme également la même année à Port Arthur (Texas) ; il fait ses premiers enregistrements et signe avec Big Tyme Records. Bien qu'il ne soit pas originaire de Houston à proprement parler, le groupe UGK développe majoritairement sa carrière à Houston,,.
En 1989, les Ghetto Boys sortent l'album Grip It! On That Other Level, qui se démarque par son côté provocateur et brut, ce qui lui apporte un grand succès et propulse le groupe sur le plan national malgré plusieurs controverses. Le groupe signe ensuite un contrat en distribution avec Def American Recordings et est renommé Geto Boys par Rick Rubin, qui réédite leur dernier album en y apportant des modifications,,.
À partir de 1991, Houston devient le second plus grand marché de consommateurs de hip-hop aux États-Unis. Rap-A-Lot signe de nouveaux artistes : la rappeuse Choice et les groupes The Convicts, O.G. Style et The Terrorists. Les Geto Boys sortent leur nouvel album, We Can't Be Stopped, qui se vend à plus d'1 million d'exemplaires,. Scarface des Geto Boys est le premier rappeur de la ville à faire plusieurs millions de ventes avec l'album Mr. Scarface Is Back,.

### Années 1990: émergence de UGK et du chopped and screwed
Durant les années 1990, hormis le succès national des Geto Boys et l'export à l'international de la South Park Coalition via internet, la scène houstonienne se concentre davantage sur les ventes locales qui lui permettent de subsister en restant indépendante. En raison de cet isolement, elle développe une identité propre,.

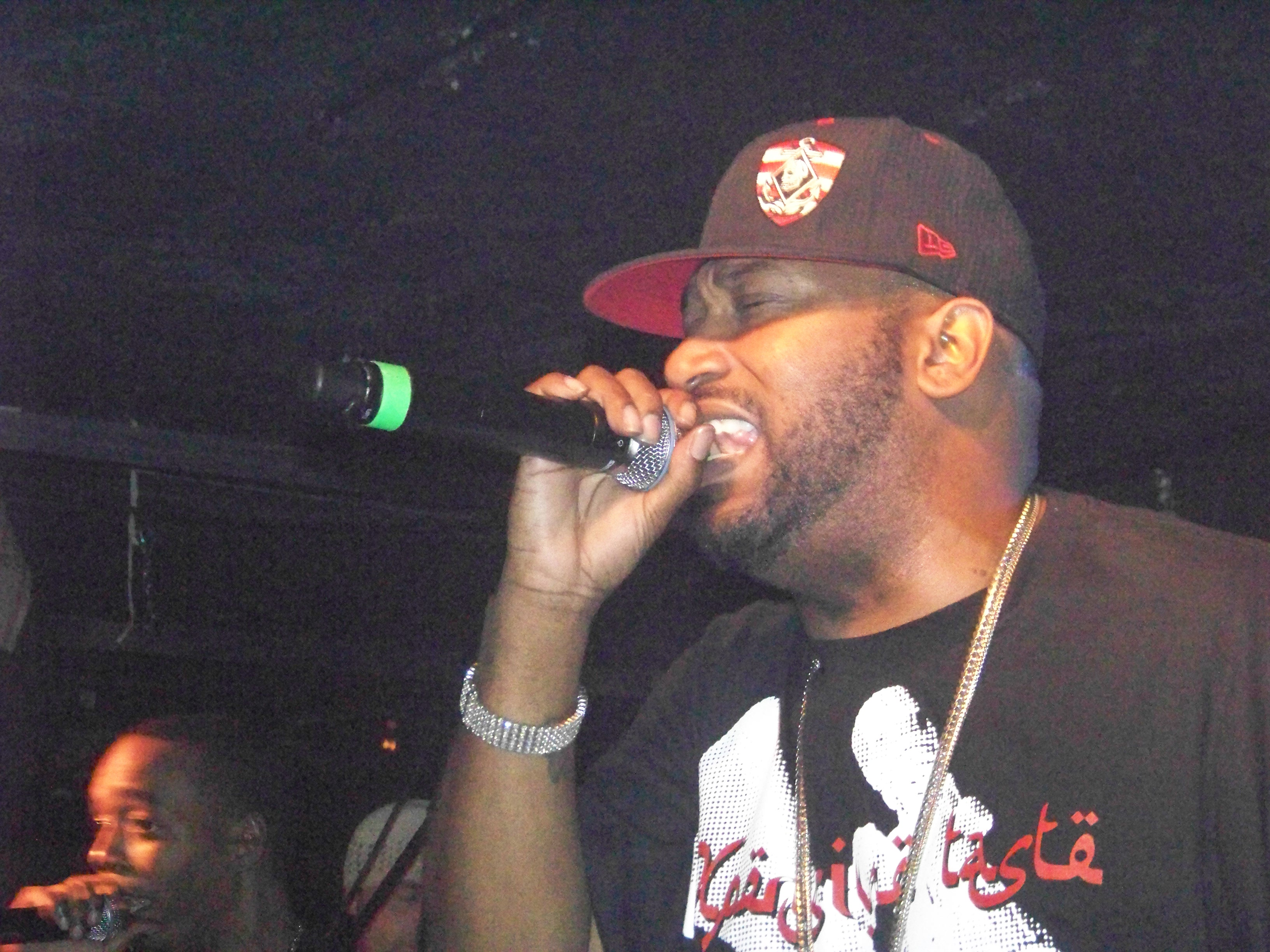
Le rappeur Bun B, moitié du duo UGK.

En 1992, UGK sortent leur premier EP, The Southern Way, et se font remarquer par Jive Records, qui signe un contrat avec le groupe sur plusieurs albums. Leur premier album avec Jive est Too Hard to Swallow. Ils sortent ensuite Super Tight en 1994 ; et Ridin' Dirty en 1996, qui est le premier album du duo à entrer dans le top 15 du classement de Billboard. Avec ces albums, UGK contribuent à définir le style musical et l'esthétique du hip-hop de Houston,.
Au début des années 1990, DJ Screw invente la technique de remixage chopped and screwed, qui consiste à ralentir des morceaux et répéter certains des passages de ces morceaux, ce qui leur ajoute un aspect psychédélique rappelant les effets du purple drank. Il invite ensuite des rappeurs de Houston à venir poser leurs couplets sur ses DJ mix de chopped and screwed et constitue ainsi le collectif Screwed Up Click (SUC),,. Plusieurs rappeurs connaissent le succès grâce à leurs apparitions sur les mix de DJ Screw, comme E.S.G. et Lil' Keke. Bien qu'underground, le chopped and screwed devient très populaire localement, DJ Screw allant jusqu'à ouvrir un magasin en 1998 pour vendre ses cassettes chopped and screwed,,. Il finit également par être approché par le label Big Tyme Records qui lui permet de commercialiser ses premières mixtapes auprès du grand public.
La SUC connaît une rivalité avec le label Swishahouse, créé par Michael "5000" Watts et OG Ron C, qui adoptent le style chopped and screwed dès 1996. La rivalité entre la SUC et Swishahouse illustre les tensions au sein de la scène de Houston entre le nord et le sud de la ville, provoquées par des vols de voitures personnalisées d'habitants du sud de la ville par des habitants du nord. Fat Pat est le premier rappeur à ouvrir le conflit de manière musicale, dans un clash adressé aux habitants du nord de Houston sur la mixtape Wineberry Over Gold de DJ Screw en 1995. Les rappeurs du nord et du sud de Houston se démarquent chacun pour leur identité distincte : les habitants du nord de la ville portent du bleu et du noir avec des tresses, tandis que ceux du sud portent du rouge et du noir avec des coupes de cheveux plus courtes,,.

### Années 2000: percée commerciale du hip-hop de Houston
Les années 2000 voient la mort d'importants artistes de la scène hip-hop de Houston, dont celle de DJ Screw en 2000 et celles de Big Moe et de Pimp C en 2007, toutes trois liées à la consommation de purple drank,,. Au milieu des années 2000, la scène de Houston connaît un gain important d'exposition, avec la montée en popularité de rappeurs tels que Mike Jones, Paul Wall, Slim Thug, Chamillionaire et Lil' Flip, pour la plupart issus de Swishahouse,,. Suivant cette montée en popularité d'artistes de la ville ainsi que des efforts de pacification, les antagonismes entre le nord et le sud de la ville diminuent,,. Houston continue cependant à voir émerger des rappeurs avec une audience largement locale comme Trae tha Truth.
Le groupe UGK réussit à attirer une audience nationale et internationale grâce à ses apparitions sur Big Pimpin' de Jay-Z et sur Sippin' on Some Sizzurp de Three 6 Mafia. L'emprisonnement de Pimp C en 2000 bouleverse momentanément la carrière du groupe. En 2007, après la sortie de prison de Pimp C, le duo sort le double-album Underground Kingz qui atteint la première place des classements musicaux et devient ainsi son album le plus vendu,.
Les années 2000 voient également le duo formé par Chamillionaire et Paul Wall se déchirer et entrer en conflit à la suite de différends commerciaux, jusqu'à ce qu'ils se réconcilient en 2010 par l'entremise de Bun B,. En 2006, la chanson Ridin' de Chamillionaire devient la chanson la mieux vendue de l'histoire du hip-hop de Houston, remportant également un Grammy Award ainsi qu'un MTV Video Music Award,.

### Des années 2010 à aujourd'hui: perte d'intérêt du public malgré plusieurs vedettes

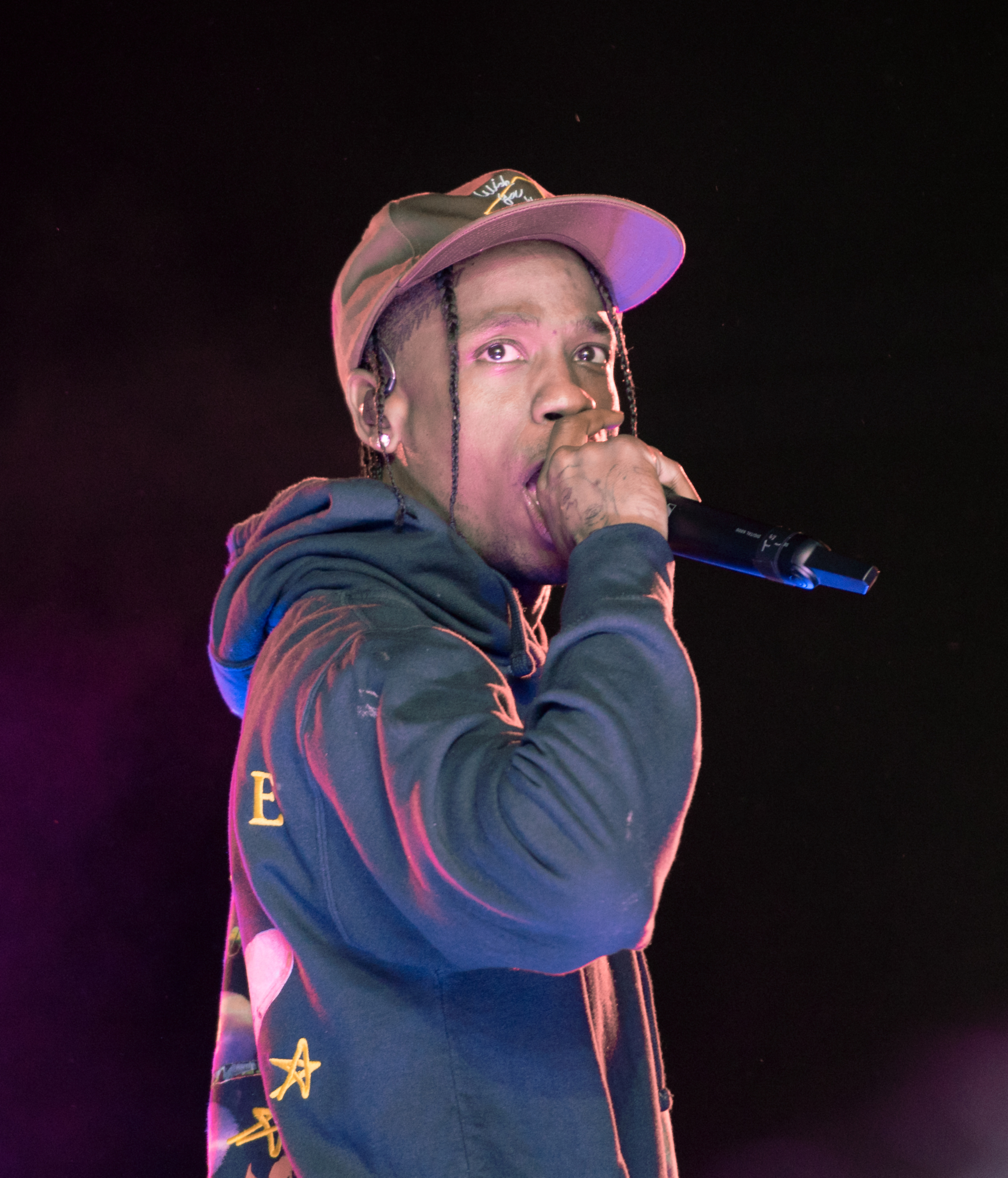
Travis Scott en 2019.

Dans les années 2010, l'intérêt pour cette scène finit par retomber et elle perd de l'exposition qu'elle avait auparavant, beaucoup de rappeurs tombent dans l'oubli. Une nouvelle génération de rappeurs émerge cependant à Houston, parmi lesquels Travis Scott, Riff Raff, Sauce Walka et Kirko Bangz. Entre 2010 et 2012, la boutique Check Other Outfitters, fondée par le producteur de hip-hop local Tommy Bumps, est un lieu très fréquenté par un public de jeunes et d'amateurs de hip-hop. À l'initiative du producteur That Purple Bastard, elle organise un événement mensuel au sein duquel des artistes underground en début de carrière de divers styles se produisent, qu'ils affichent une identité héritée de la scène locale ou qu'ils adoptent une approche influencée par des aspects extérieurs à la ville de Houston, voire une approche plus personnelle ou expérimentale du hip-hop.
Dans les années 2020, la scène de Houston compte des artistes à succès comme Travis Scott, Megan Thee Stallion et Lizzo. En 2021, Rolling Stone estime que la scène connaît une renaissance,.

## Style

### Évolution du style du hip-hop de Houston
Dans les années 1980, la scène de Houston se cherche encore et n'a pas de style à proprement parler, puisant principalement dans le style new yorkais ainsi que dans le rap West Coast,,.
Durant les années 1990, le chopped and screwed devient un élément distinctif du style du hip-hop houstonien et influence l'identité musicale de la ville, réputée plus lente que celle d'autres villes du sud des États-Unis comme Miami ou Atlanta,,. Selon Jean-Pierre Labarthe, Houston est alors également connue pour son style sophistiqué, « excluant tout épanchement de pattern funky qui a prévalu jusqu'alors ». De manière similaire au rap West Coast avec la musique funk, le rap de Houston puise une grande partie de ses inspirations musicales dans la musique soul, le R&B et le blues,.

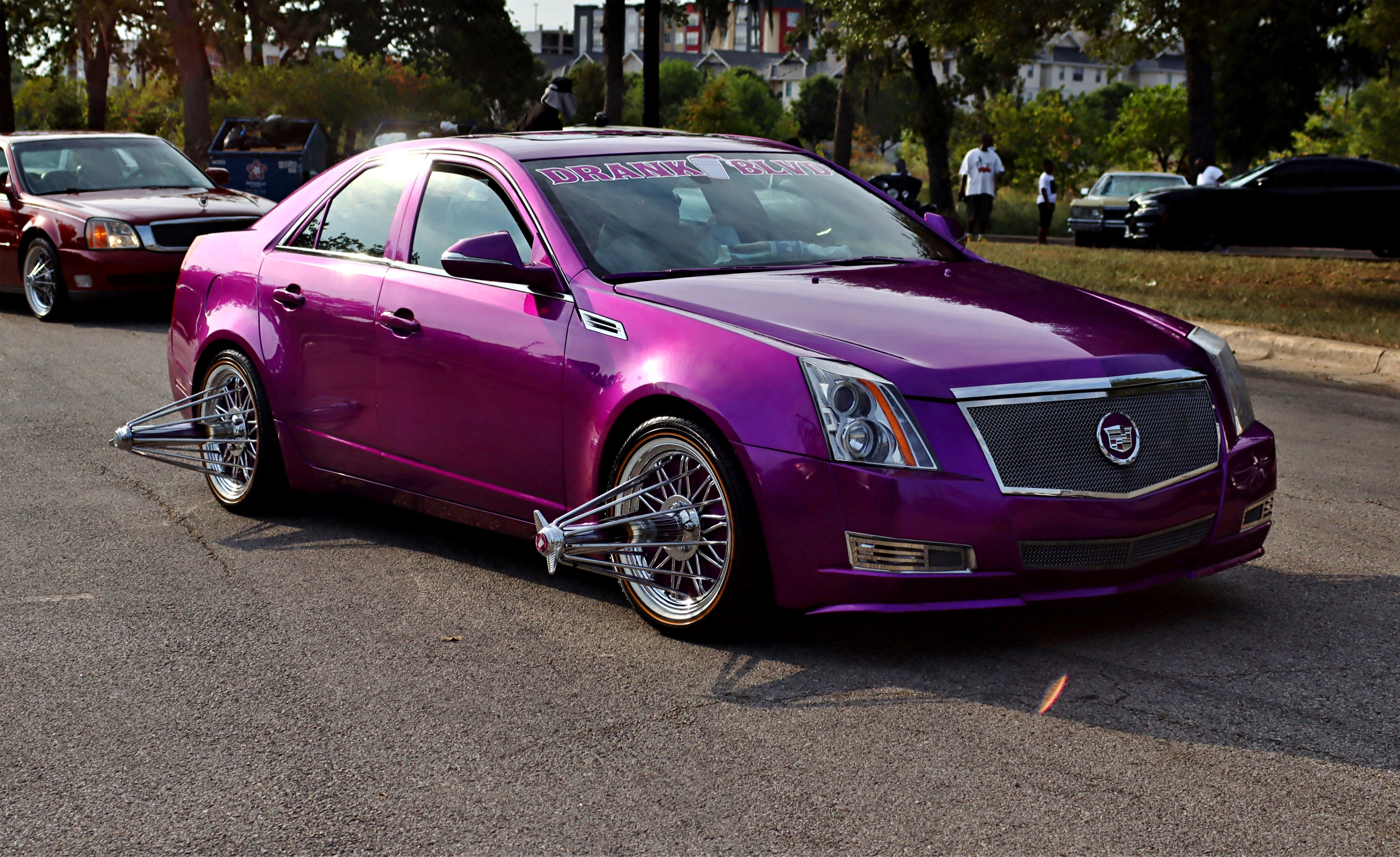
Un slab dont les modifications font référence au purple drank.

Plusieurs rappeurs de Houston ont contribué à la naissance du genre horrorcore, dont Gangsta N-I-P et les Geto Boys. En plus des thèmes sombres et morbides du horrorcore, les rappeurs de Houston ont souvent des paroles engagées dénonçant notamment le système carcéral, des paroles narrant la réalité du trafic de drogue, des paroles évoquant la consommation de produits stupéfiants, notamment de purple drank, ou la culture tuning locale du slab. Le rap de Houston documente ainsi la vie des quartiers afro-américains de la ville,,.

### Styles en marge
Plusieurs artistes issus du milieu hip-hop underground de Houston préfèrent utiliser un style musical différent du style traditionnel de la scène hip-hop locale, influencés par exemple par le style new yorkais ou celui du rap de Memphis, ce qui tend à les marginaliser de cette scène par rapport aux artistes de hip-hop de rue qui sont ancrés dans la tradition du rap houstonien. Ces artistes underground sont par exemple représentés par le label Houston Hip Hop Is for Everyone de Craig "B-Boy Craig" Long.
Houston connaît également une scène de hip-hop chrétien, notamment représentée par les labels Much Luvv Records et Grapetree Records. Tout comme les artistes underground, les artistes de hip-hop chrétien se voient marginalisés du reste de la scène de Houston, mais certains d'entre eux récoltent un bon succès sur le plan national malgré tout et collaborent parfois avec des artistes de hip-hop séculier. Si les artistes de hip-hop chrétien de Houston assument l'héritage local, il demeure complexe à porter pour eux étant donné le contenu du hip-hop de Houston qui est souvent contraire à la morale chrétienne. Cela se reflète sur la réception du hip-hop chrétien par les églises locales, parmi lesquelles les plus conservatrices refusent d'accueillir cette musique au sein de leurs espaces.

## Influence
Après la montée en popularité de la scène au milieu des années 2000, Houston influence la scène de sa ville voisine, Dallas, qui était jusqu'alors peu connue pour ses contributions au hip-hop.
Dans les années 2010, plusieurs rappeurs hors de Houston se réclament de l'héritage de cette scène, dont ASAP Rocky et Drake. La witch house est influencée par le chopped and screwed.
Dans les années 2020, la mode slowed + reverb, apparue sur TikTok, évolue du chopped and screwed. Des artistes tels que Victoria Monét et Young Thug utilisent des échantillons de hip-hop de Houston.